# Alpes sudorientales
Los Alpes de piedra caliza del sur (en italiano : Alpi Sud-orientali ) son las cordilleras de los Alpes orientales al sur de los Alpes centrales orientales ubicadas principalmente en el norte de Italia y las tierras adyacentes de Austria y Eslovenia. La distinción con los Alpes centrales, donde se encuentran los picos más altos, se basa en las diferencias en la composición geológica. Los Alpes de piedra caliza del sur se extienden desde la cordillera Sobretta - Gavia en Lombardía en el oeste hasta Pohorje en Eslovenia en el este. 

## Clasificación Alpine Club

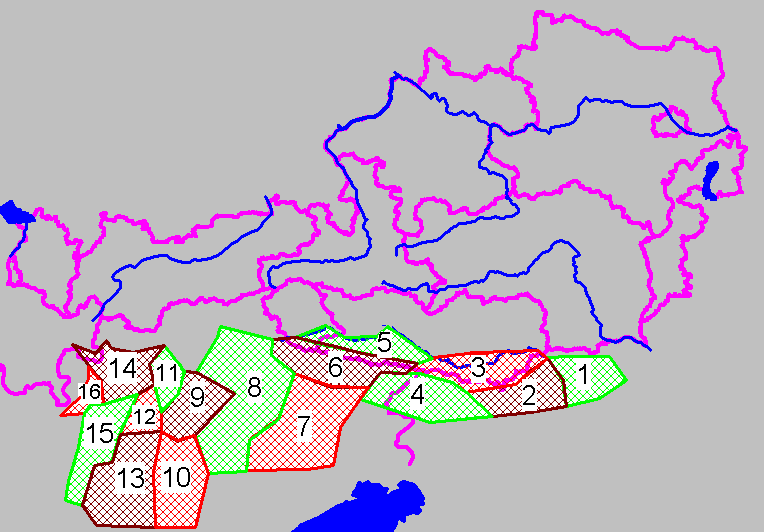
Grupos de los Alpes calizos del sur
(las líneas moradas muestran las fronteras internacionales y las fronteras de los estados austriacos)
Cordilleras de los Alpes de piedra caliza del sur según la clasificación Alpine Club (de este a oeste):

- Pohorje (1)
- Alpes de Kamnik–Savinja (2)
- Karavanke (3)
- Alpes julianos (4)
- Alpes de Gailtal (5)
- Alpes cárnicos  (6)
- Alpes cárnicos del sur(7)
- Dolomitas (8)
- Montañas Fiemme  (9)
- Alpes Vicentinos  (10)
- Grupo Nonsberg  (11)
- Grupo Brenta  (12)
- Montañas Garda  (13)
- Alpes de Ortler (14)
- Alpes de Adamello-Presanella  (15)
- Grupo Sobretta-Gavia  (16)

## Fisiografía
Los Alpes del sur son una sección fisiográfica distinta de la provincia más grande de los Alpes, que a su vez forma parte de la división fisiográfica más grande del Sistema Alpino. 

## Véase también

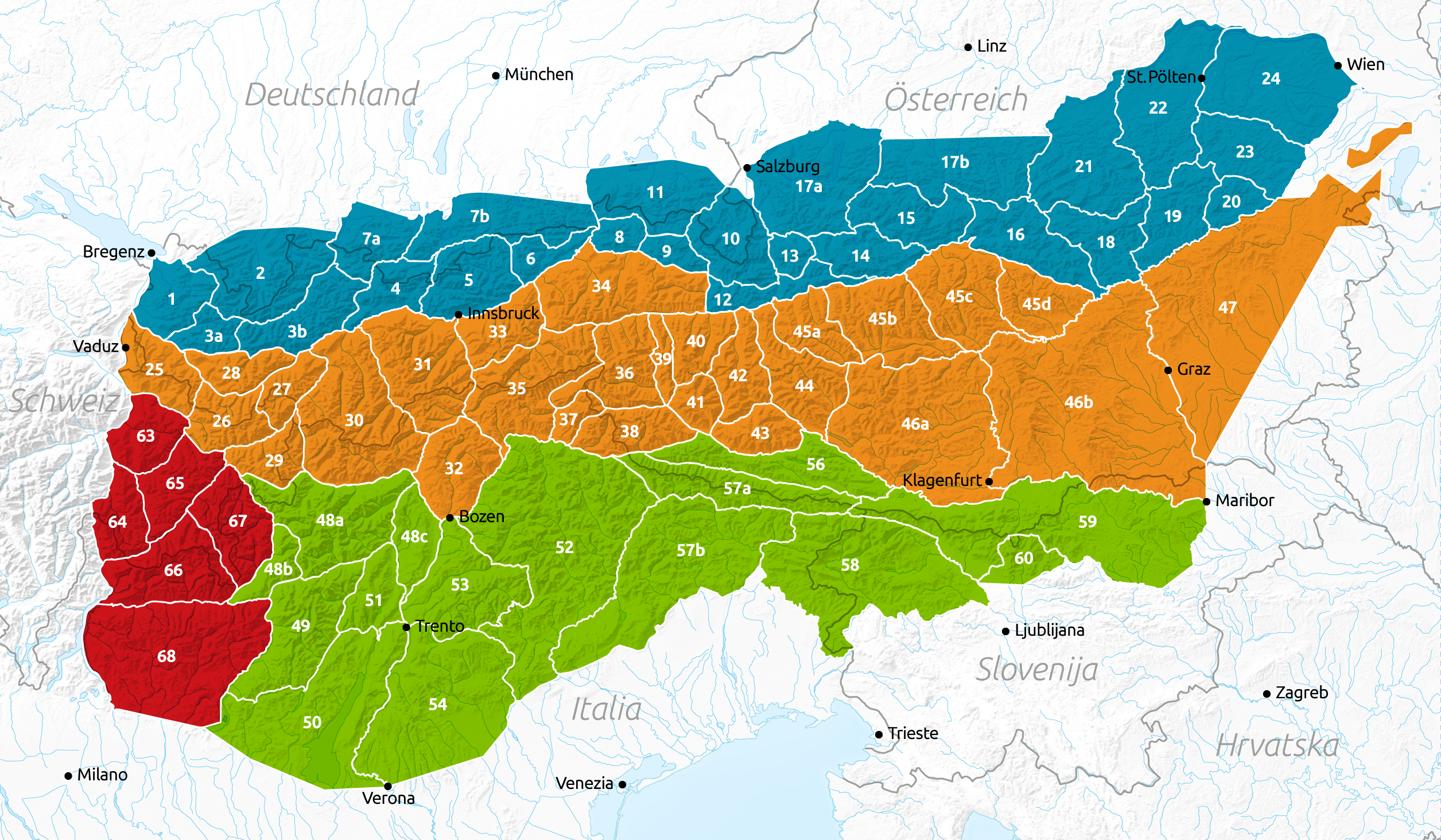
clasificación AVE:
Alpes de piedra caliza del norte
Alpes de piedra caliza centrales
Alpes de piedra caliza del sur
Alpes de piedra caliza del oeste